# Piasecki PV-2
Die Piasecki PV-2 ist ein experimenteller Hubschrauber des US-amerikanischen Herstellers P-V Engineering Forum. Sie wird, nach dem im September 1939 geflogenen Sikorsky VS-300 und der daraus abgeleiteten Serienversion R-4 (Erstflug Januar 1942), als der zweite erfolgreich in den USA geflogene Hubschrauber angesehen. Zwar flog die Platt-LePage XR-1 im Juni 1941 vor der PV-2, diese zeigte jedoch bei den wenigen Flügen größere Mängel und ein nur geringes Entwicklungspotential.
Die PV-2 war der erste Hubschrauber, der eine zyklische Blattverstellung und dynamisch ausgewuchtete Rotorblätter einsetzte.

## Geschichte
Frank Piasecki gründete Anfang 1943 zusammen mit Harold Venzie und Elliott Daland die P-V Engineering Forum Inc., um einen Hubschrauber zu bauen. In der Bezeichnung PV-2 steht „PV“ deshalb für Piasecki und den Mitkonstrukteur Venzie. Das erste Projekt war der PV-1, ein Hubschrauber, mit dem eine Bauweise ohne Heckrotor ähnlich der heutigen NOTAR-Technik versucht werden sollte. Die Arbeiten daran wurden jedoch bald zugunsten eines Heckrotor-Entwurfs aufgegeben.
Zu Beginn der Erprobung der PV-2 hatte Piasecki weder Erfahrung im Fliegen von Hubschraubern noch hatte er selbst je ein anderes Luftfahrzeug geflogen. Erste Versuche machte er mit einer mit Seilen am Boden verankerten Maschine. Nachdem aber die Seile rissen, gab er diese Versuche auf. Nach insgesamt fünf Stunden vorsichtigen Probierens gelang es ihm, die PV-2 in die Luft zu bringen. Als offizielles Erstflugdatum wird der 11. April 1943 angegeben, und sechs Monate später, am 20. Oktober 1943, führte Piasecki die Maschine in Washington, D.C. vor. Piasecki war später der erste US-amerikanische Pilot, der eine Hubschrauberlizenz erhielt, ohne vorher ein Starrflügelflugzeug geflogen zu haben. Die erste Hubschrauberlizenz in den USA hatte vorher Igor Sikorsky erhalten.
Die guten Leistungswerte der PV-2 veranlassten die US Navy, einen Auftrag zur Entwicklung eines Hubschraubers für die US Coast Guard zu erteilen, der in der Lage sein sollte, bei Such- und Rettungsflügen eine Last von 816 kg zu transportieren. Hieraus entstand die Entwicklungsreihe der Piasecki-Tandemhubschrauber.
Die PV-2 ist heute im National Air and Space Museum ausgestellt.

## Konstruktion
Die Rumpfstruktur ist eine rundum mit Stoff bespannte geschweißte Stahlrohr-Gitterkonstruktion. Das Fahrwerk besteht aus einem festen Zweibein-Hauptfahrwerk und einem Schleifsporn. Durch die Möglichkeit, die Rotorblätter beizuklappen, kann die Maschine in einer normalen Garage untergebracht werden.
Der Antrieb besteht aus einem senkrecht hinter dem Pilotensitz eingebauten Vierzylinder-Franklin-Motor mit einer Leistung von 90 PS, der einen Dreiblatt-Rotor antreibt. Die Rotorblätter haben, mit Ausnahme der Blattwurzel und -spitze, eine gleichbleibende Breite von 24 cm. Die Blattstruktur besteht aus einem Stahlrohrholm mit hölzernen Rippen, Vorder- und Hinterkanten. Die Blätter sind mit Stoff bespannt. Der Zweiblatt-Heckrotor befindet sich auf der rechten Rumpfseite. Wenn sich der Hauptrotor bei Reisegeschwindigkeit mit 350 Umdrehungen pro Minute dreht, hat der Heckrotor eine Drehzahl von etwa 1600 bis 1700 min−1.
Der Steuerknüppel für den Vorwärts- und Rückwärtsflug und für die seitliche Steuerung (also für die zyklische Blattverstellung) ist hängend oben im Cockpit befestigt. Fußpedale ändern den Anstellwinkel der Heckrotorblätter und steuern damit die Bewegung um die Hochachse, wodurch Richtungsänderungen möglich sind. Die Rotornabe einschließlich der Blattwurzeln hat eine kreisförmige Stoffverkleidung von etwa 1 m Durchmesser.

## Technische Daten
| Kenngröße             | Daten                                                                          |
| --------------------- | ------------------------------------------------------------------------------ |
| Besatzung             | 1                                                                              |
| Rotorkreisdurchmesser | 7,62 m                                                                         |
| Rotorblatttiefe       | 0,24 m                                                                         |
| Rotordrehzahl         | 350 min−1                                                                      |
| Heckrotordurchmesser  | 1,53 m                                                                         |
| Heckrotordrehzahl     | 1600 min−1                                                                     |
| Startmasse            | 454 kg                                                                         |
| Reisegeschwindigkeit  | 104 km/h                                                                       |
| Höchstgeschwindigkeit | 144 bis 160 km/h                                                               |
| Reichweite            | 240 km                                                                         |
| Triebwerke            | ein senkrecht eingebauter Vierzylinder-Franklin-Kolbenmotor mit 90 PS Leistung |